# 京王プレッソイン
株式会社京王プレッソイン（けいおうプレッソイン、英: Keio Presso Inn Co., Ltd.）は、東京都新宿区に本社を置く京王グループのホテル運営会社。同グループのシティホテルである京王プラザホテルと異なり、宿泊に特化したB&Bホテルとして運営されている。

## 沿革
- 2001年（平成13年）6月1日 - 会社設立。
- 2002年（平成14年）2月22日 - 「京王プレッソイン東銀座」開業。
- 2003年（平成15年）6月6日 - 「京王プレッソイン神田」開業。
- 2004年（平成16年）
  - 5月20日 - 「京王プレッソイン池袋」開業。
  - 11月5日 - 「京王プレッソイン五反田」開業。
- 2005年（平成17年）
  - 5月14日 - 「京王プレッソイン新宿」開業。
  - 8月5日 - 「京王プレッソイン茅場町」開業。
  - 10月1日 - 「京王プレッソイン大手町」開業。
  - 11月18日 - 構造計算書偽造問題で京王プレッソイン茅場町、次いで11月21日に同五反田・11月30日に同池袋が耐震基準を満たしていない恐れが出たため、営業休止となる。
- 2008年（平成20年）
  - 3月20日 - 「京王プレッソイン茅場町」営業再開。
  - 5月18日 - 「京王プレッソイン五反田」営業再開。
- 2009年（平成21年）
  - 2月8日 - 「京王プレッソイン池袋」営業再開。
  - 7月8日 - 「京王プレッソイン九段下」開業。
- 2014年（平成26年）1月1日 - 全店共通のスタンプカードを導入[3]。
- 2015年（平成27年）7月14日 - 「京王プレッソイン赤坂」開業。
- 2017年（平成29年）
  - 8月28日 - 「京王プレッソイン東京駅八重洲」開業。
  - 12月20日 - 「京王プレッソイン浜松町」開業。

## 店舗網
2022年5月現在、東京都区部の千代田区・港区に各2店舗、中央区に3店舗、品川区・新宿区・豊島区に各1店舗、計10店舗を展開する。各店舗の詳細情報は公式サイト「各ホテルのご案内」を参照。

## 備考
- 京王プレッソイン大手町は、ジブラルタ生命保険から運営を受託。
- 京王プレッソイン九段下は、トーハンから建物を賃借。

その他は京王電鉄が資産を保有し、京王プレッソインへ賃借。